# غونتر فون كلوج

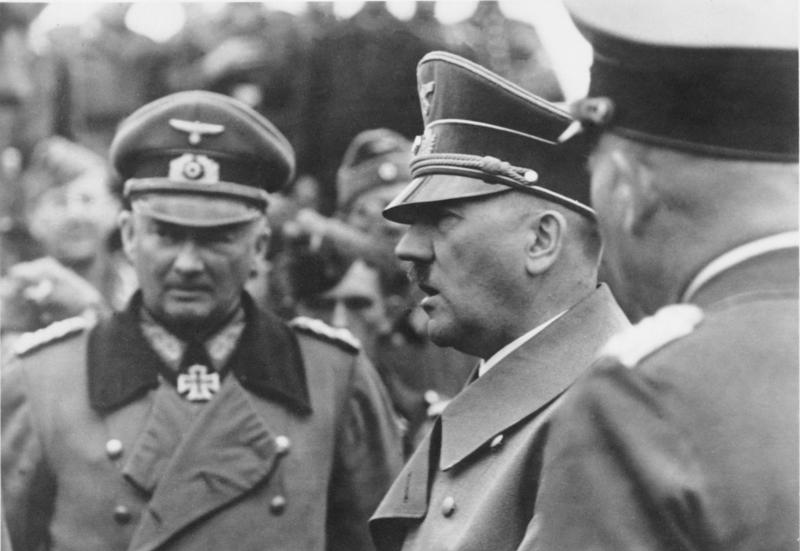
فون كلوج مع هتلر

غونثر فون كلوج هو قائد عسكري ألماني (30 أكتوبر 1882 - 19 اوغسطس 1944) ولد في بوزن (وهي الآن بوزنان في بولندا) في عائلة عسكرية بروسية، رُقي إلى رتبة مارشال ميداني.

## ارتقاؤه المهني
كان ضابط أركان وكان متواجدا في معركة فيردون، وفي عام 1936 أصبح ملازم أول، وفي عام 1937 أصبح آمرا للجيش السادس.

## الحرب العالمية الثانية

### غزو بولندا وفرنسا
كامر لمجموعة الجيش السادس والذي أصبح بعد ذلك الجيش الرابع، حيث شارك في غزو بولندا, وقاد الجيش الرابع في غابات الأردين والذي مهد لسقوط فرنسا، وتممت ترقيته لمارشال ميداني في يوليو 1940.

### الاتحاد السوفيتي
في 29 يونيو 1944 أصدر هانز فون كلوج أمراً بفتح النار على كل أمرأة ترتدي زي موحد.
في يوليو 1941 كان لكلوج أمر الجيش الرابع علاقة متكلفة مع هاينز جوديريان حول القضايا التكتيكية، واتهم كلوج جوديريان بعصيان أوامره.
بعد أعفاء فيدور فون بوك كقائد مجموعة الجيش المركزي، تم تعيين كلوج بدلاً عنه في اواخر عام 1941 ولكنه اُصيب في اوكتوبر
عام 1943, كلوج كان يستلع أحياناً القطاعات من طائرته وأحياناً ليقضي على الملل كان يقون باصطياد الثعالب من الجو.
في 27 اوكتوبر اُصيب كلوج اصابة سيئة ولم يتعافى منها حتى يوليو 1944 رجع وتم تعيينه كقائد للجبهة الغربية بدلاً عن غيرد فون رونتشتيت.

## المواجهة مع هتلر
هينينغ فون تريسكو أمر الجيش المركزي كان يُخطط لاغتيال هتلر أثناء زيارته للجيش المركزي، علم بذلك كلوج ولكنه عندما علم بأن هملر لم يكن مع هتلر خشي من قيام حرب أهلية بين الفيرماخت وقوات ال SS ولذلك لم يود المشاركة، تم استدعائه لبرلين للقاء هتلر بعد فشل المحاولة، ظن بأنه سوف تتم معاقبته كمتآمر.
الماريشال فون كلوج مات منتحرا بعد اتهام هتلر له بالتواطؤ مع قادة الانقلاب فلم يحتمل تشكيك هتلر لوطنيته واخلاصه له وأرسل برقية مفعمة بالولاء لهتلر قبل أن ينتحر.

## روابط خارجية
- غونتر فون كلوج على موقع الموسوعة البريطانية (الإنجليزية)
- غونتر فون كلوج على موقع مونزينجر (الألمانية)
- غونتر فون كلوج على موقع إن إن دي بي (الإنجليزية)